# سیارک ۱۵۲۰۳
سیارک ۱۵۲۰۳ (به انگلیسی: 15203 Grishanin، نامگذاری:1978SS6) پانزده هزار و دویست و سومین سیارک کشف شده‌است که در ۲۶ سپتامبر ۱۹۷۸ کشف شد.
قدر مطلق سیارک برابر ۲۴.۵ است.